# Cuscrii (poezie)
Cuscrii este o poezie scrisă de George Coșbuc, publicată în 1896 în volumul Fire de tort.